# József Farkas
József Farkas (ur. 17 marca 1952 w Budapeszcie) – węgierski zapaśnik walczący w stylu klasycznym. Dwukrotny olimpijczyk. Dziewiąty w Moskwie 1980 i siódmy w Montrealu 1976. Walczył w wadze 100 – 130 kg.
Czwarty na mistrzostwach świata w 1979. Wicemistrz Europy w 1976, a trzeci w 1975, 1978 i 1980 roku.
- Turniej w Montrealu 1976

Pokonał Senegalczyka Roberta N’Diaye i zawodnika NRD Frediego Albrechta i przegrał z Nikołajem Bałboszynem z ZSRR.
- Turniej w Moskwie 1980

Wygrał z Syryjczykiem Jawdatem Jabrazem i Prvoslavem Ilićem z Jugosławii, a przegrał z Aleksandyrem Tomowem z Bułgarii i Aleksandrem Kołczinskim z ZSRR.